# Circolo Canottieri Ortigia
Circolo Canottieri Ortigia ou Ortigia Siracusa é um clube de polo aquático italiano da cidade de Siracusa.

## História
Circolo Canottieri Ortigia foi fundado em 1928.'

## Títulos
- COMEN Cup
  - 2000, 2001